# Quintin Mecke
Quintin Mecke (nascut el desembre de 1972) és un polític demòcrata. El 2007 es va presentar a les eleccions per ser batlle de San Francisco, Califòrnia.
Fou voluntari dels Cossos de Pau al Níger (Àfrica Occidental). Ha treballat de manera activa a favor dels pobres de la seva ciutat.
Mecke és el president de l'Associació per la Salut Mental de San Francisco.

## Activisme polític
- 1999 - voluntari a l'Índia.
- Ajuda als sense-sostre.
- Treballà en el camp de la salut mental.